# Barwise-Preis
Der Barwise-Preis (englisch Barwise Prize) für wichtige und nachhaltige Beiträge im Bereich Philosophie und Computing wurde 2002 von der American Philosophical Association (APA) ins Leben gerufen – in Zusammenarbeit mit dem Committee on Philosophy and Computers der APA und auf Vorschlag der International Association for Computing and Philosophy.
Der Preis wird jährlich von dem APA-Komitee vergeben. Er dient dazu, Philosophen für ihr Lebenswerk in diesem Bereich zu ehren, aber auch um Tätigkeiten in allen Feldern auszuzeichnen, die für den berechenbaren und informationellen Zweig der Philosophie relevant sind. Kandidaten sind beispielsweise in einem der folgenden Gebiete tätig: Nutzung des Computers in der philosophischen Lehre, künstlicher Intelligenz und ihr philosophische Aspekt oder Computerethik.
Das Komitee wählte Jon Barwise als Namensgeber des Preises, weil sein Lebenswerk als besonders gutes Beispiel für Forschung und Lehre in diesem Bereich gilt.

## Preisträger
- 2002: Patrick Suppes (Stanford University)
- 2003: Daniel Dennett (Tufts University)
- 2004: Deborah Johnson (University of Virginia)
- 2005: Hubert Dreyfus (UC Berkeley)
- 2006: James H. Moor (Dartmouth College)
- 2007: David Chalmers (Australian National University)
- 2008: Terrell Ward Bynum (Southern Connecticut State University)
- 2009: Luciano Floridi (University of Hertfordshire)
- 2010: Jaakko Hintikka (Boston University)
- 2011: Douglas R. Hofstadter (Indiana University)
- 2012: keine Verleihung
- 2013: Colin Allen (Indiana University)
- 2014: Helen Nissenbaum (New York University)
- 2015: William J. Rapaport (University at Buffalo)
- 2016: Edward Zalta (Stanford University)
- 2017: B. Jack Copeland (University of Canterbury)
- 2018: Gualtiero Piccinini (University of Missouri St. Louis)
- 2019: Margaret Boden (University of Sussex)
- 2020: Aaron Sloman (University of Birmingham, UK)
- 2021: Ben Goertzel (SingularityNET)
- 2022: John Etchemendy (Stanford University)
- 2023: Gabriele Gramelsberger (RWTH Aachen)
- 2024: Oron Shagrir (Hebräische Universität Jerusalem)